# Detentiecentrum
Een detentiecentrum is in Nederland een tijdelijke huis van bewaring onder beheer van de Dienst Justitiële Inrichtingen. Detentiecentra dienen voornamelijk om illegaal in Nederland verblijvende buitenlanders in verzekerde bewaring te houden.

## Doel en functie
Detentiecentra dienen in de eerste plaats voor de opvang van personen die zonder verblijfsvergunning in Nederland verblijven en hier dus illegaal zijn. Zij worden hier gedetineerd in afwachting van de reispapieren die nodig zijn voor de terugkeer naar hun land van oorsprong. De gedetineerden mogen het centrum niet verlaten en worden voor de terugreis rechtstreeks naar  het vliegveld gebracht.
Detentiecentra vallen onder de verantwoordelijkheid van de Dienst Justitiële Inrichtingen (DJI). Volgens de DJI is het regime er minder streng dan in een gevangenis. Gezinnen worden binnen de instelling als gezin bij elkaar gehouden.

## Oorsprong
Op 2 februari 2002 werd in Nederland de Tijdelijke wet noodcapaciteit drugskoeriers van kracht. Deze wet maakte het mogelijk dat drugkoeriers (hoofdzakelijk de zogenaamde bolletjesslikkers) vast te zetten in speciale noodvoorzieningen. Omdat de meeste drugskoeriers via luchthaven Schiphol Nederland binnenkomen en daar worden gearresteerd, is er ook op Schiphol-Oost een detentiecentrum ingericht. Dit detentiecentrum functioneert onder meer als tijdelijke opvang voor bolletjesslikkers. Zij verblijven daar totdat ze geen bolletjes meer in hun lichaam hebben. Daarna kunnen ze eventueel worden overgeplaatst naar een van de andere detentiecentra. Daarnaast worden er op Schiphol ook illegale of uitgeprocedeerde vreemdelingen gedetineerd. In detentiecentra is het mogelijk om meerdere personen in een cel te plaatsen, en zijn de voorzieningen beperkter dan in een reguliere gevangenis.
Toen de Tijdelijke wet noodcapaciteit drugskoeriers van kracht werd beschikte de Dienst Justitiële Inrichtingen over drie detentiecentra:
- Detentiecentrum Noorderzand in Heerhugowaard
- Detentiecentrum Roermond
- Detentiecentrum Zeist te Soesterberg

### Illegalen
Onder dezelfde 'wet tijdelijke opvang' zijn nog een aantal voorzieningen waaronder de zogenoemde bajesboten tot stand gekomen. Ze worden vooral gebruikt voor de opsluiting van ongewenste vreemdelingen in afwachting van uitzetting uit Nederland. Deze hebben vaak geen ander strafbaar feit begaan dan het illegaal verblijven in Nederland.

## Locaties
Anno 2025 zijn er detentiecentra op de volgende locaties:
- Detentiecentrum Rotterdam, die in private samenwerking is gebouwd en wordt geëxploiteerd.[3]
- Detentiecentrum Zeist in Soesterberg[4]
- Justitieel Complex Schiphol (JCS), dat eveneens deels is geprivatiseerd.[5]

## Kritiek
De detentiecentra komen vaak in opspraak, vanwege het detentieregime dat strenger is dan in reguliere gevangenissen (zoals een gebrekkigere toegang tot artsen en juristen en langere perioden van insluiting in de cellen) en doordat er naast drugskoeriers ook illegale vreemdelingen in worden opgesloten. Amnesty International bracht in 2008 en zeer kritisch rapport uit, het regime in de centra zou de mensenrechten schenden.